# What the Minstrel told us
What the Minstrel told us est une œuvre pour piano du compositeur britannique Arnold Bax composée en 1919.

## Contexte
Nous devons également nous rappeler que Bax était fasciné par les paysage, la musique et la littérature irlandaises et qu'à vingt ans, il passait beaucoup de temps à s'imprégner de l'atmosphère et, sous le pseudonyme de Dermot O'Byrne, il publie de la poésie et des nouvelles. Arnold Bax a aussi fréquenté des membres de mouvements politiques nationalistes irlandais, même si son amitié avec les plus grands noms a quelque chose d'irréel, et l'insurrection de Pâques à Dublin en 1916 a été un choc personnel qui s'est reflété dans de nombreuses œuvres de cette époque. Les pièces les plus courtes d'Arnold Bax n’étaient pas toutes des idylles ensoleillées, et dans des partitions aussi sombres que les Winter Waters et What the Minstrel told us, il semble probable qu’il puisse y avoir beaucoup d'éléments programmatiques en lien avec cet événement.
What the Minstrel told us est paru après la Première Guerre mondiale, et a été écrit en 1919. Beaucoup des pièces de cette époque évoquent des scènes joyeuses et exotiques, mais What the Minstrel told us, datant de 1919 et dédiée à Harriet Cohen, aborde des questions plus sombres. Il s’agit d’une partition commémorative qu'Arnold Bax a écrit à la suite de l’insurrection de Pâques au cours de laquelle il a perdu nombre de ses amis irlandais d’avant-guerre. Il sous-titre cette pièce du terme « Ballad » et il s'agit de variations sur un air irlandais inventé. Cela suggère qu’il songe ici à la tragédie irlandaise.

## Analyse
Les sections de début et de fin, d'esprit bardique, encadrent une section médiane de deux ambiances distinctes. On trouve d'abord un passage onirique agité bientôt remplacé par une écriture implacable et agressive. Arnold Bax menace presque le ciel, avant de revenir à l'ouverture dans une ambiance de résignation et de regret. La dernière énonciation de la mélodie est alors empreinte d'un désir d'apaisement. La pièce est publiée en 1920, et elle est jouée par Harriet Cohen lors de son premier concert au Wigmore Hall le 15 juin 1920.

## Discographie
- Piano Works, Vol. 3, Ashley Wass (piano), Naxos, 8.557769, février 2006.